# Leidsestraat (Amsterdam)

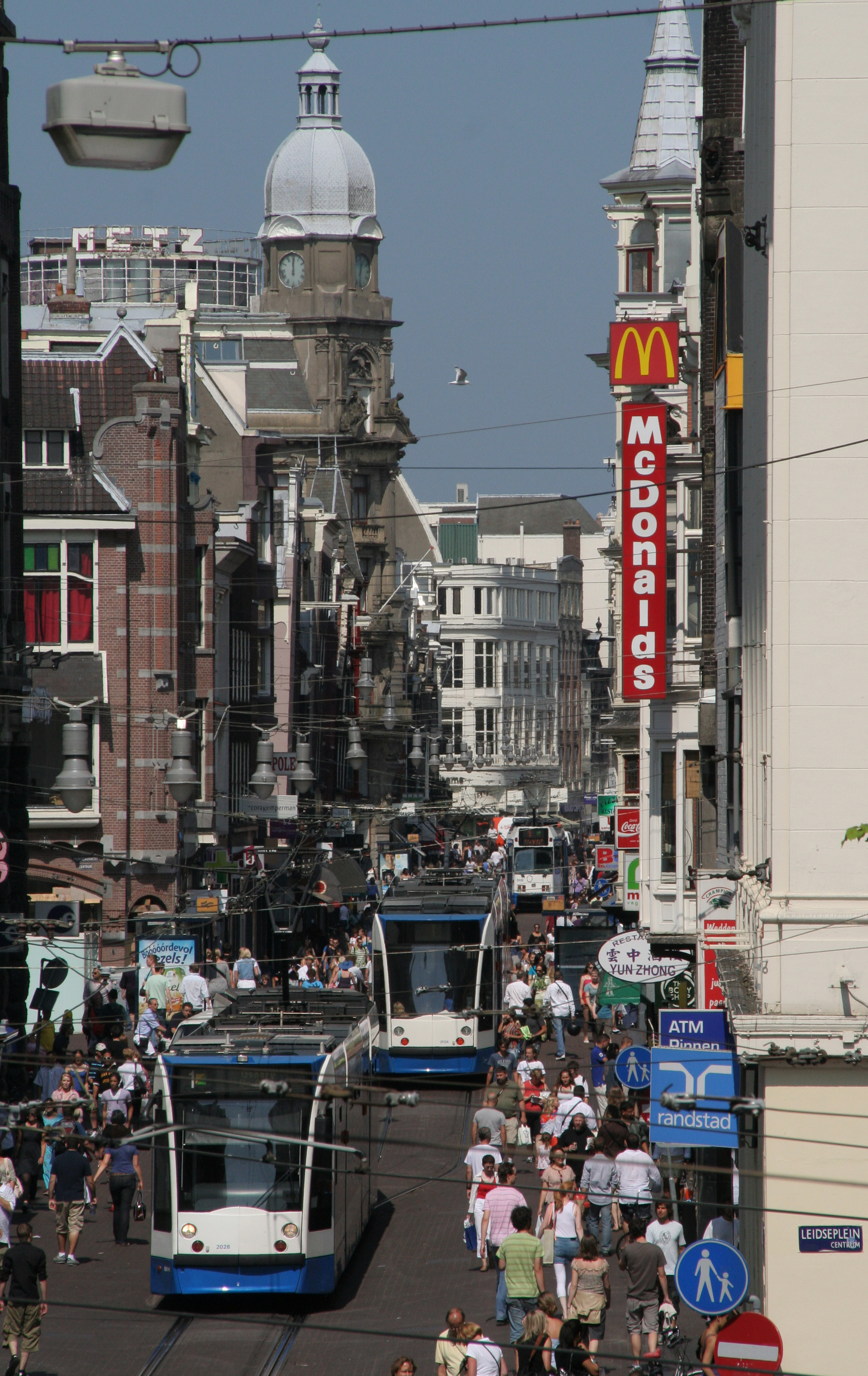
Leidsestraat met voetgangers en trams, vanaf de Prinsengracht in de richting van het Koningsplein

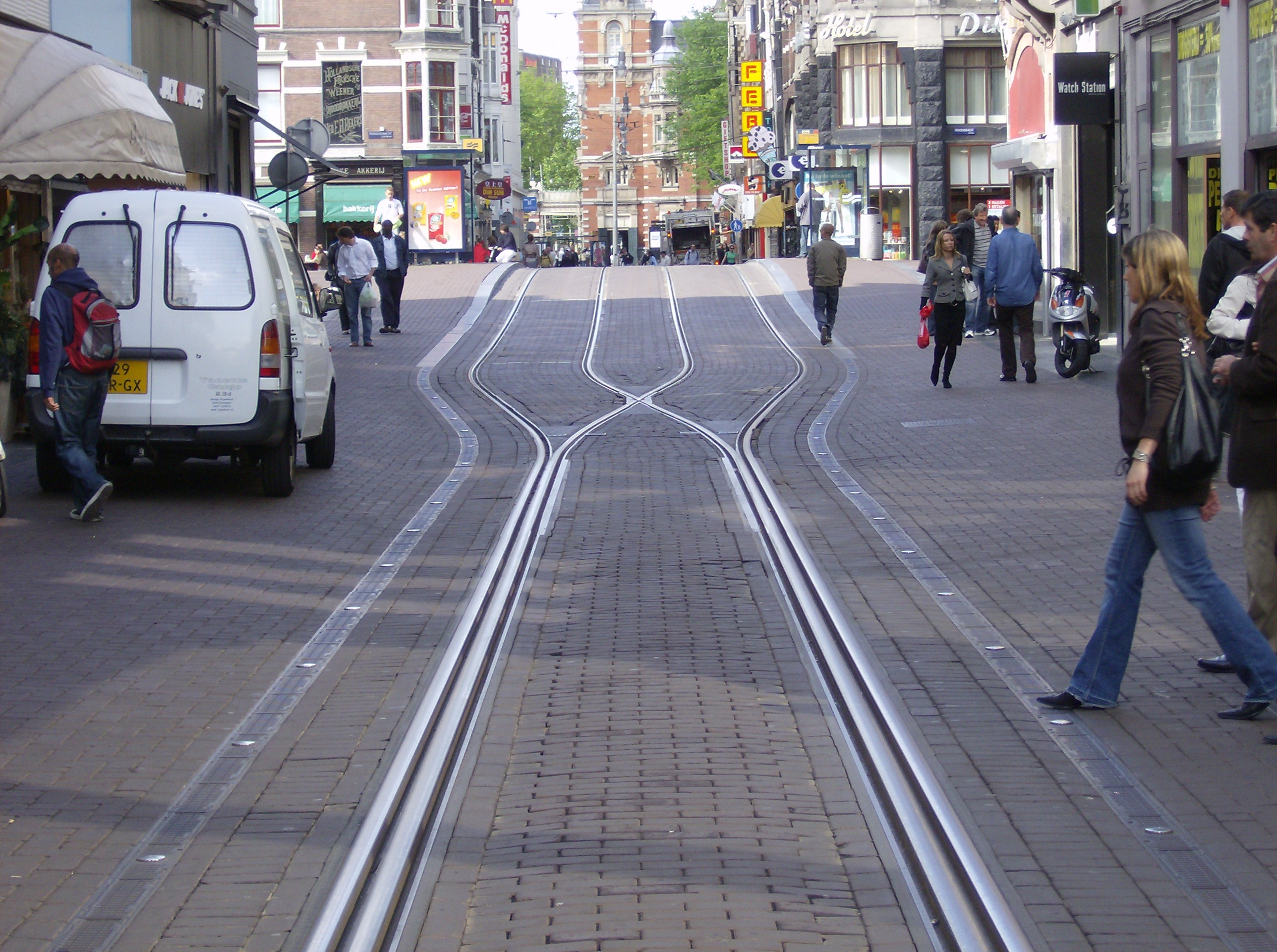
Leidsestraat zonder tram in zicht

De Leidsestraat, een drukke Amsterdamse winkelstraat, ligt tussen de Koningssluis (Brug 29, overspant de Herengracht ter hoogte van het Koningsplein) en het Leidseplein en kruist de Keizersgracht (met Brug 43) en de Prinsengracht (de grachtengordel).
De straat dateert uit de grote stadsuitbreiding van 1658 en liep van de Heiligewegspoort naar de Leidsepoort in de richting van de stad Leiden. De Leidsestraat was een deel van de Heiligeweg die voerde naar de tussen de Kalverstraat en het Rokin gelegen 'Kapel ter Heilige Stede'.
Van 1877 tot de elektrificatie in 1903 reden er paardentrams door de Leidsestraat. Vanwege de geringe breedte van de straat lag er enkelspoor met wisselplaatsen op de bruggen over de grachten. Om twee tramstellen per richting langer dan 18 meter aan te kunnen, werden de wisselplaatsen in 1971 verlengd en werd kruisend verkeer in de spitsuren verboden. In 1980 werd de straat geherprofileerd en voorzien van sierbestrating, waarbij de rijweg en trottoirs verdwenen. Het enkelspoor werd daarbij vervangen door strengelspoor, waardoor de wissels konden vervallen. In 2001 werd bij spoorvernieuwing het dubbelspoor vanwege de komst van nieuwe, nog langere trams wederom iets verlengd. Het kwam daarbij nog meer in de straat zelf te liggen. Tramlijn 2 rijdt sinds 1903 door de Leidsestraat en tramlijn 1 sinds 1904. Sinds 1982 reed ook tramlijn 5 en van 1993-1996  tramlijn 11 door de Leidsestraat. Op 22 juli 2018 werden de lijnen 1 en 5 vervangen door de lijnen 11  en 12. Lijn 11 werd op 17 maart 2020 opgeheven.
Sinds 1971 is de straat (afgezien van het feit dat er trams rijden) een voetgangersgebied, afgesloten voor auto's en taxi's. Alleen voor het vrachtverkeer bestaat er op bepaalde tijden een laad- en losregeling. Voor fietsers was de straat al sinds 1960 verboden gebied; deze werden verwezen naar een parallelle straat waarbij er door de politie werd gehandhaafd.

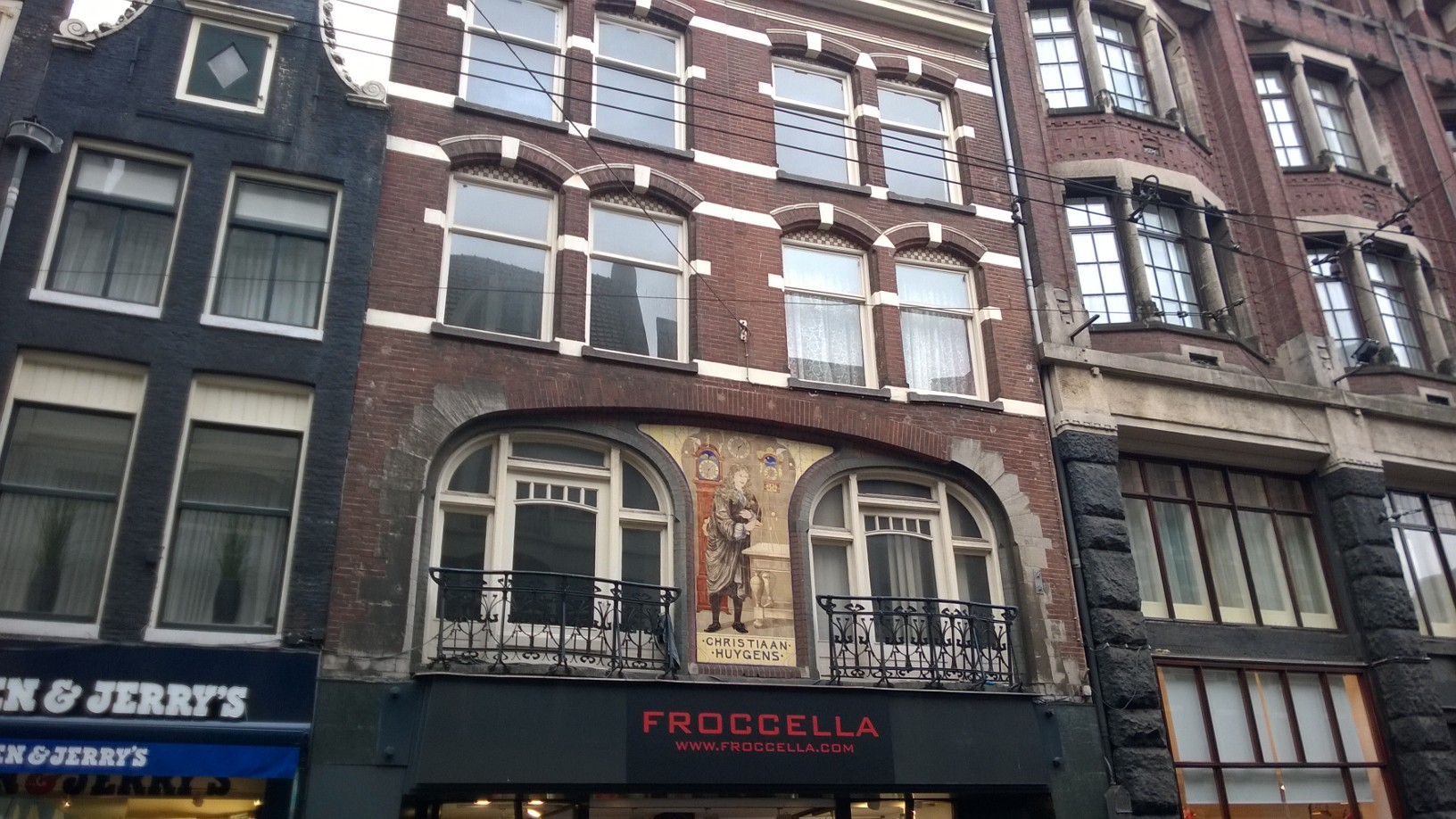
Leidsestraat 86 met een ornament in art-decostijl met daarop een afbeelding van Christiaan Huygens

In de Leidsestraat bevindt zich op de bovenetage van het warenhuis Metz & Co de in 1933 door Gerrit Rietveld ontworpen 'Rietveld-koepel', met een bijzonder uitzicht over binnenstad van Amsterdam. Op nummer 103 heeft de acteur Louis Bouwmeester gewoond. De gevel van nummer 86-88 is versierd met een ornament in art-decostijl met daarop een afbeelding van Christiaan Huygens, de uitvinder van het slingeruurwerk.
In het pand met nummer 67-71 werd in 1946 de homo-emancipatievereniging COC opgericht. Als verbindingsroute tussen COC-sociëteit De Schakel aan de Korte Leidsedwarsstraat en homodiscotheek DOK aan het Singel fungeerde de Leidsestraat vanaf de jaren vijftig ook als plek waar mannen, al dan niet tegen betaling, seksueel contact konden maken. Onder homoseksuelen had de Leidsestraat daarom de bijnaam Rue de Vaseline, die later ook wel werd toegepast op de Reguliersdwarsstraat.
De Leidsestraat is de op een na duurste straat in de Nederlandse versie van het gezelschapsspel Monopoly.

## Lange en Korte Leidsedwarstraat
De Lange Leidsedwarstraat loopt van de Leidsegracht haaks op de Leidsestraat naar de Reguliersgracht en kent veel horeca en uitgaansgelegenheden. Net als de Korte Leidsedwarstraat zuidelijk daarvan en loopt ook van de Leidsegracht haaks op de Leidsestraat maar met met een flauwe bocht naar rechts naar de Lijnbaansgracht.   